# Tenuipalpus elongatus
Tenuipalpus elongatus är en spindeldjursart som beskrevs av Meyer 1979. Tenuipalpus elongatus ingår i släktet Tenuipalpus och familjen Tenuipalpidae. Inga underarter finns listade i Catalogue of Life.